# Gutierre Gierero
Gutierre Gierero (Anvers ? - Jaén, 1530) va ser un escultor.
Arribat a Jaén en 1518, per a col·laborar a la realització del cadirat del cor de la Catedral de Jaén amb l'escultor Juan López de Velasco, va romandre en aquesta ciutat fins a la seva mort l'any 1530. Per a aquesta mateixa catedral va realitzar el Crist del Refugi i, segons José Domínguez Cubero, a l'última restauració portada a terme es va demostrar que el Crist de les Misericòrdies també és obra de Gierero.
Va treballar a Jaén per a la capella de Sant Andreu, on va realitzar un magnífic enteixinat a la sala capitular i a la sagristia.